# Marissa Mayer
Pour les articles homonymes, voir Marissa et Mayer.
Ne doit pas être confondu avec Marissa Meyer.
Marissa Ann Mayer, née le 30 mai 1975 à Wausau dans le Wisconsin, est une informaticienne et chef d'entreprise américaine. Après 13 ans passés chez Google en tant que vice-présidente responsable des services de cartographie et de géolocalisation, elle occupe de 2012 à 2017 le poste de PDG de Yahoo!.

## Biographie

### Jeunesse et formation
Marissa Mayer est née le 30 mai 1975 à Wausau dans le Wisconsin. Après avoir commencé des études de médecine, elle se tourne ensuite vers l'informatique. Elle est titulaire d'une licence en systèmes symboliques, d'une maîtrise en informatique de l'Université Stanford où elle suit des études en ingénierie et en intelligence artificielle.

### Carrière
Lorsqu'elle sort de l'université, elle est sollicitée par quatorze entreprises, mais choisit finalement une petite start-up de deux étudiants de l'université qui lui ont envoyé un courriel intitulé « travailler chez Google ? ». Elle rejoint cette toute jeune entreprise en 1999, en tant que première femme ingénieure dans la société, et vingtième salarié. Elle dirige la stratégie de gestion des produits de recherche : recherche Internet et d'images, Groupes, Actualités, Google Product Search, Google Labs, Gmail, Orkut, les logiciels Google Desktop, la barre d'outils Google, etc. On lui doit notamment le minimalisme de la page d'accueil du portail.
Marissa Mayer a aussi travaillé à la conception et au développement de l'interface de recherche de Google, la création de Google Actualités ou encore Gmail et Orkut ainsi que plus d'une centaine de fonctionnalités et produits sur Google.com. Marissa Mayer a déposé plusieurs brevets dans le domaine de l'intelligence artificielle et de la conception d'interfaces. Elle détient un doctorat honorifique en ingénierie de l'Institut de technologie de l'Illinois.
En 2011, son ancien petit ami, le cofondateur Larry Page, reprend les rênes de l'entreprise et l'écarte du comité opérationnel,. Elle se retrouve responsable du local et des cartes, mais cette expérience à la tête d'une grande équipe lui est utile en tant que manager.
Le 28 février 2012, le magazine Forbes se demande s'il est encore possible de sauver Yahoo!. L'article précise que le coeur de métier de l'entreprise n'a à cette date plus aucune valeur.
Le 16 juillet 2012, Marissa Mayer est nommée PDG de Yahoo!,. Deux ans plus tard, le cours de l'action du groupe a plus que doublé, et elle apparaît effectivement alors comme la femme providentielle.
Marissa Myer est classée 14e sur la liste 2012 des personnes les plus influentes dressée par le magazine Fortune (dont elle fera la couverture en octobre de la même année), 21e femme la plus puissante au monde par le magazine Forbes en 2012, 32e en 2013.
En janvier 2017, l'annonce de son départ est confirmée. Ses efforts pour redonner à Yahoo son lustre d'antan ayant "largement échoué" .Etait-il possible de redonner de la valeur au coeur de métier de l'entreprise? Quoi qu'il en soit, Marissa Meyer est excusée par son biographe, Nicholas Carlson, qui estime qu'« il n'y avait peut-être personne pour le faire ». Ainsi, alors qu’en 2000, la valeur de Yahoo! était estimée à près de 125 milliards de dollars, la société sera cédée en juin 2017 pour 4,8 milliards de dollars.
Marissa Meyer démissionne de Yahoo! le 13 juin 2017 lors de la vente de l'entreprise par Verizon. La revente de ses stock-options lui rapporte un chèque 186 millions de dollars.
En 2018, elle cofonde Lumi Labs, une entreprise spécialisée dans l'intelligence artificielle. Cette même année, sa fortune est évaluée à 540 millions de dollars.
En 2019 Verizon revend Tumblr à Automattic pour un montant inconnu mais qui serait inférieur à 20 millions de dollars d'après la presse américaine. Tumblr avait été acheté en 2013 par Yahoo pour plus 1,1 milliard de dollars. La perte de valeur de Tumblr serait en partie due à la suppression l'application de l'app store d'Apple et à la censure mise en place par Verizon.
En 2020, Marissa Meyer renomme Lumi Labs, qui devient Sunshine et annonce son premier produit.

### Vie privée
Sa famille est d'origine finlandaise. En 2009, elle épouse Zachary Bogue.
Elle annonce au magazine Fortune, le jour de sa prise de responsabilités à Yahoo!, qu'elle est enceinte. Cette annonce suscite quelques réactions ; pourtant, trois semaines environ après son accouchement, elle retourne travailler. En avril 2013, Mayer décide de prolonger la durée du congé de maternité des employées et de leur accorder une prime supplémentaire de 375 euros.
En 2013, les photos « lascives » de Marissa Mayer publiées dans le Vogue américain entraînent de nombreuses réactions négatives. Elle est souvent décrite comme « timide mais chef de troupe ».
Elle a eu une relation avec Larry Page.

### Articles
- Olivier Wurlod, « La patronne de Yahoo! déçoit de plus en plus », 24 heures,‎ 24 avril 2015, p. 13 (ISSN 1661-2256)